# Коммуникационная модель Дефлюера
Коммуникационная модель Дефлюера (De Fleur Model of Communication) – это модель, которая описывает коммуникационное устройство в коммуникационном процессе, которое носит циклический характер. Модель является первой коммуникационной моделью, описывающей двухсторонний процесс обратной связи.

## Описание модели
Мелвин Лоуренс Дефлюер (27 апреля 1923 - 13 февраля 2017) - профессор и ученый в области коммуникаций. Его первоначальная область исследований была социальные науки.
Коммуникационная модель Дефлюера является расширенной версией коммуникационной модели Шеннона-Уивера. В основу также взяты положения «Коммуникационной модели Б. Вестли и М. Маклина», где описывается круговой процесс коммуникации с обратной связью от приемника.
Модель Шеннона-Уивера представляет собой одностороннюю связь, и объясняет роль шума в процессе коммуникации. Модель Вестли-Маклина - это двусторонняя связь, впервые они ввели важный компонент, называемый «линейной обратной связью» в модели коммуникации. Дефлюер совмещает эти две модели и создает новую модель, названную «Коммуникационной моделью Дефлюера».

## Концепция модели
Как и в любой другой модели, в «Коммуникационной модели Дефлюера» связь возникает на основе источника. Затем она отправляется передатчику, который управляет сигналом, после чего канал передает его в приемник. Как только сообщение достигает адресата, приемник отправляет обратную связь. Обратная связь позволяет отправителю определить, была ли проведена надлежащая связь. Здесь получатель принимает на себя роль отправителя, отправляя обратную связь, в то время как отправитель становится получателем, получая обратную связь. Шум может возникать на любом этапе этой модели.
Устройство обратной связи является важной характеристикой этой модели. Обратная связь предоставляется целевой аудиторией, которая отличается от получателей, независимо от того, получено сообщение или нет. Этот прибор обратной связи помогает проанализировать целевую аудиторию (как отдельный от приемников). Здесь все эти приемники не рассматриваются как целевая аудитория, потому что целевая аудитория будет делать какую-то обратную связь, которая поможет найти целевую аудиторию с помощью устройства обратной связи.
Основную концепцию коммуникационной модели Дефлюера можно представить на примере:
Предположим, что бренд хочет рекламировать свой продукт своей аудитории. Реклама снимается и передается средством массовой информации (телевидение, интернет и т. Д.). Сообщение достигает целевой аудитории через приемник (телевизор, телефон и т. д.). Затем целевая аудитория предоставляет обратную связь через другую среду, например, социальные сети или электронную почту. Отзывы от целевой аудитории позволяют бренду узнать, успешна ли их продукция или нет. Например, в январе 2018 года шведский розничный гигант H&M распространил онлайн-рекламу с черным мальчиком, одетым в толстовку, которая гласила: «Самая крутая обезьяна в джунглях». Расовый оттенок рекламы вызвал широкомасштабную реакцию в Twitter . Получив подавляющую отрицательную обратную связь, H&M объявила, что толстовка была удалена из их линейки продуктов.
Одним из важных аспектов модели общения это два процесса коммуникации, которые были предложены Дефлюером. А также эта модель является первой, которая внедряет в коммуникационный процесс как двустороннюю обратную связь, так и целевую аудиторию.

## Структура модели
В структуре своей модели Дефлюер расширяет коммуникационную модель Шеннона-Уивера. Он предполагает, что коммуникационная модель является цикличным процессом и дает возможность двухсторонней обратной связи. Во всем этом процессе коммуникации шум может возникать на любых этапах.
Коммуникационная модель Дефлюера включает в себя:
1. Источник информации
2. Отправителя
3. Канал
4. Получателя
5. Цель

Дефлюер изображает источник, канал, получателя и цель как отдельные участки массовой информации. Источником информации может быть что угодно. Человек, животное, растения и машины или инструменты могут стать источником информации, а собранная информация - когнитивным процессом. Существует связь, которая осуществляется между отправителем и получателем, благодаря чему сообщение отправляется через определенный канал. Канал передачи тоже может быть представлен в каком угодно виде.

## Критика
На сегодняшний день коммуникационная модель Дефлюера более эффективна и является наиболее часто используемым коммуникационным процессом, чем модель Шеннона-Уивера.
Преимущество данной схемы состоит в очевидности того, что сообщение, отправленное источником и сообщение, достигнувшее реципиента, имеют неодинаковое значение. Неспособность участников коммуникации осознать, что посланное и полученное сообщение не всегда совпадают, является частой причиной затруднений коммуникационного обмена. Эта важная мысль, заложенная в модели Шеннона-Уивера, привлекла внимание и получила развитие в исследованиях Дефлюера, расширившего исходную модель в более разветвленную сеть.
В современном мире, где коммуникационный процесс претерпевает трансформацию, модель Дефлюера все еще очень актуальна, поскольку именно эти два способа коммуникации придают полноту любому виду коммуникации. Круговой процесс и два способа коммуникации с обратной связью целевой аудитории делают модель Дефлюера более эффективным способом коммуникации, чем модель коммуникации Шеннона-Уивера.